# Plectocomia bractealis
Plectocomia bractealis är en enhjärtbladig växtart som beskrevs av Odoardo Beccari. Plectocomia bractealis ingår i släktet Plectocomia och familjen Arecaceae.
Artens utbredningsområde är Assam (Indien). Inga underarter finns listade i Catalogue of Life.